# Eadred (évêque)
Pour les articles homonymes, voir Eadred (homonymie).
Eadred (décédé vers 1040) est évêque de Durham au début des années 1040.
D'après Siméon de Durham, il est mort avant d'avoir pu être intronisé pour avoir commis le péché de simonie, en utilisant l'argent des fonds ecclésiastiques pour acheter la charge d'évêque auprès du roi.